# 白線蝠
白線蝠（Platyrrhinus lineatus）是南美洲的一種蝙蝠。牠們分佈在阿根廷、玻利維亞、巴西、哥倫比亞、秘魯、巴拉圭及烏拉圭。其种加词“Lineatus”意为“线形的”。

## 外部連結
- Infonatura （页面存档备份，存于）